# Daniel Sager
Daniel Sager (* 10. Juni 1979 in Hamburg) ist ein ehemaliger deutscher Fußballspieler und derzeitiger -trainer.

## Karriere
Nach seiner Zeit in der Jugend des Hamburger SV wechselte Daniel Sager 1998 für eine Saison zum SV Waldhof Mannheim, bevor er sich dem FC St. Pauli anschloss. Der frühere Juniorennationalspieler kam zunächst nur in der Reserve zum Einsatz und schaffte 2002 den Sprung in den Lizenzspielerkader der Hanseaten. Mit St. Pauli stieg er 2002/03 jedoch aus der 2. Fußball-Bundesliga, in der er fünfmal eingesetzt worden war, in die Regionalliga ab. Im Jahr 2004 wechselte Sager in die Regionalliga Süd zu den Stuttgarter Kickers, für die er bis 2006 spielte. Von den Kickers zog es ihn zum Oberligisten VfL 93 Hamburg, wo er 2007 auch sein erstes Traineramt übernahm. Ab 2009 war er Trainer des SC Concordia in der Oberliga Hamburg. Am 30. November 2010 trennte sich Concordia wegen der sportlichen Misere von Sager. Zur Saison 2011/12 übernahm er den Trainerposten beim USC Paloma Hamburg, bei dem er Ende Februar 2012, auf dem 16. Oberliga-Tabellenplatz stehend, jedoch vorzeitig freigestellt wurde.
Im Jahr 2013 kehrte er beim VfB Nordmark Flensburg in der schleswig-holsteinischen Verbandsliga Nord-West als Spieler aufs Feld zurück. Nach einer Spielzeit verließ er den Verein wieder. Ab 2017 trainierte er den Hamburger Landesligisten Klub Kosova und blieb bis 2022 im Amt. Im Vorfeld der Saison 2022/23 übernahm Sager das Traineramt beim Hamburger Oberliga-Aufsteiger FC Türkiye Wilhelmsburg. Im Februar 2024 trennte man sich, nachdem es in den vorherigen 14 Spielen 13 Niederlagen gegeben hatte.
Anfang April 2024 wurde Sager als neuer Trainer des Landesligisten TBS Pinneberg mit Dienstantritt am Beginn des Spieljahres 2024/25 vorgestellt. Sager nahm seine Zusage bei den Pinnebergern wenige Tage später zurück.